# حمام پرهیزگار
حمام پرهیزگار مربوط به دوره قاجار است و در شهرکرد،خیابان ولی عصر شمالی واقع شده است.این اثر در تاریخ ۱۸ شهریور ۱۳۷۷ با شمارهٔ ثبت ۲۱۱۲ به‌عنوان یکی از آثار ملی ایران به ثبت رسیده است.